# Joseph Nicolosi
Joseph Nicolosi (21 de janeiro de 1947 – 8 de março de 2017 ) foi um psicólogo clínico americano, fundador e diretor da Clínica Psicológica Thomas Aquinas, em Encino, Califórnia, e ex-presidente da National Association for Research and Therapy of Homosexuality (NARTH) (pt.: Organização Nacional de Pesquisa e Terapia da Homossexualidade), um dos principais defensores da terapia de conversão para tratamento da homossexualidade.

## Ideias
Nicolosi apoiava e praticava a terapia de reorientação sexual (ou terapia reparativa, ou ainda terapia de conversão), a qual busca ajudar as pessoas a vencerem ou reduzirem sentimentos homossexuais indesejados. Nicolosi descreve sua teoria em Reparative Therapy of Male Homosexuality: A New Clinical Approach (em pt.: Terapia Reparativa da Homossexualidade Masculina: Uma Abordagem Clínica) e três outros livros. Na base do seu estudo e carreira profissional, Nicolosi propõe que a homossexualidade é, em muitos casos, o produto de uma condição que ele descreve como déficit de identidade sexual causada por alienação ou rejeição por indivíduos do mesmo sexo. Ele é Ph.D. pela ''California School of Professional Psychology'' (em pt.: Escola da Califórnia de Psicologia Profissional). A Associação Americana de Psiquiatria não reconhece o trabalho proposto por Nicolosi como terapêutico e condena a prática de reorientação sexual.
Nicolosi morreu de complicações causadas por gripe, aos 70 anos. Nicolosi apresentava traços homofóbicos de personalidade, bem assim como uma aparência e maneiras efeminadas.

## NARTH
Nicolosi foi um membro fundador da National Association for Research & Therapy of Homosexuality (NARTH) (pt.: Organização Nacional de Pesquisa e Teraparia da Homossexualidade), e foi por algum tempo presidente da mesma.  NARTH é uma associação profissional que promove a aceitação da terapia de reorientação sexual, a qual tem a intenção de tornar pessoas com atracção pelo mesmo sexo indesejada em pessoas sem essa tendência, trabalhando traumas de infância que conduziram a este desvio da identidade sexual.

## Publicações
Nicolosi é o autor de numerosos livros e artigos promovendo suas teorias sobre a homossexualidade e como tratá-la.
- Nicolosi, Joseph (1991). Reparative Therapy of Male Homosexuality: A New Clinical Approach. Jason Aronson, Inc. ISBN 0-87668-545-9.
- Nicolosi, Joseph (1993). Healing Homosexuality: Case Stories of Reparative Therapy. Jason Aronson, Inc. ISBN 0-7657-0144-8.
- Nicolosi, Joseph; Byrd, A. Dean; Potts, Richard W. (2000). «Retrospective self-reports of changes in homosexual orientation: A consumer survey of conversion therapy clients». Psychological Reports. 86: 1071–1088
- Nicolosi, Joseph (2002). «A meta-analytic review of treatment of homosexuality.». Psychological reports. Consultado em 11 de dezembro de 2011. Arquivado do original em 16 de julho de 2011
- Nicolosi, Joseph & Nicolosi, Linda Ames (2002). A Parent's Guide to Preventing Homosexuality. InterVarsity Press. ISBN 0-8308-2379-4.
- Nicolosi, Joseph (2002). «A critique of Bem's "exotic becomes erotic" theory of sexual orientation development.». Psychological reports. Consultado em 11 de dezembro de 2011. Arquivado do original em 16 de julho de 2011
- Nicolosi, Joseph (2008). «Clients' perceptions of how reorientation therapy and self-help can promote changes in sexual orientation.». Psychological reports. Consultado em 11 de dezembro de 2011. Arquivado do original em 16 de julho de 2011
- Nicolosi, Joseph (2009). Shame and Attachment Loss: The Practical Work of Reparative Therapy. InterVarsity Press